# 72. Infanterie-Brigade (Deutsches Kaiserreich)
Die 72. Infanterie-Brigade war ein von 1890 bis 1915 bestehender Großverband der Preußischen Armee.

## Geschichte
Die Brigade wurde zum 1. April 1890 in Deutsch-Eylau aufgestellt. Ihr waren die Infanterie-Regiment Nr. 18 und 44 unterstellt. Gemeinsam mit der 71. Infanterie-, der 36. Kavallerie-Brigade bildete sie die 36. Division des XVII. Armee-Korps in Danzig.
Anfang April 1897 wurde die Brigade um das Infanterie-Regiment Nr. 152 erweitert. Durch Kabinettsorder vom 17. Oktober 1901 schied das Infanterie-Regiment „Graf Dönhoff“ (7. Ostpreußisches) Nr. 44 zum 31. März des Folgejahres aus dem Brigadeverbund und wurde durch das Infanterie-Regiment „Freiherr Hiller von Gaertringen“ (4. Posensches) Nr. 59 ersetzt.
Mit der Bildung der 41. Division und des übergeordneten XX. Armee-Korps zum 1. Oktober 1912 trat die Brigade unter deren Kommando und bezog Osterode als neue Garnison. Zugleich kam das Deutsch Ordens-Infanterie-Regiment Nr. 152 zur 74. Infanterie-Brigade.

### Erster Weltkrieg
Mit Ausbruch des Ersten Weltkriegs machte die Brigade als Teil der 41. Infanterie-Division Anfang August 1914 mobil und war zunächst in Grenzschutzkämpfe gegen russische Streitkräfte eingebunden. Ende des Monats nahm sie an der Schlacht bei Tannenberg und anschließend an der Schlacht an den Masurischen Seen teil. Daran schloss sich Kämpfe bei Warschau, Kutno und Lodz sowie an der Rawka-Bzura an der Ostfront an.
Dort wurde das Brigadekommando zum 11. Mai 1915 aufgelöst. Das Infanterie-Regiment „von Grolmann“ (1. Posensches) Nr. 18 trat zum 74. Infanterie-Brigade, das Infanterie-Regiment „Freiherr Hiller von Gaertringen“ (4. Posensches) Nr. 59 zur 201. Infanterie-Brigade.

### Kommandeure
| Dienstgrad   | Name                  | Datum                                                              |
| ------------ | --------------------- | ------------------------------------------------------------------ |
| Generalmajor | Theodor Unger         | 24. März 1890 bis 16. Juni 1893                                    |
| Generalmajor | Arthur von Wangenheim | 17. Juni 1893 bis 19. Mai 1897                                     |
| Oberst       | Sigismund Glauer      | 20. Mai bis 16. Juni 1897 (mit der Führung beauftragt)             |
| Generalmajor | Sigismund Glauer      | 17. Juni 1897 bis 19. Juli 1898                                    |
| Generalmajor | Eugen von Wulffen     | 20. Juli 1898 bis 15. Dezember 1899                                |
| Oberst       | Lothar von Trotha     | 16. Dezember 1899 bis 26. Januar 1900 (mit der Führung beauftragt) |
| Generalmajor | Lotha von Trotha      | 27. Januar bis 16. August 1900                                     |
| Oberst       | Friedrich von Krogh   | 18. August bis 19. November 1900 (mit der Führung beauftragt)      |
| Generalmajor | Friedrich von Krogh   | 20. November 1900 bis 11. September 1902                           |
| Generalmajor | Wilhelm Brandau       | 12. September 1902 bis 21. April 1905                              |
| Generalmajor | Hans von Wrochem      | 22. April 1906 bis 20. März 1908                                   |
| Generalmajor | Louis Rasch           | 21. März 1908 bis 18. August 1909                                  |
| Generalmajor | Otto von Normann      | 19. August 1909 bis 21. April 1912                                 |
| Generalmajor | Alfred Zillmann       | 22. April 1912 bis 17. April 1913                                  |
| Generalmajor | Lothar Rehbach        | 18. April bis 30. September 1913                                   |
| Generalmajor | Georg Schaer          | 01. Oktober 1913 bis 11. Mai 1915                                  |